# Kościół św. Barbary w Toszku
Kościół świętej Barbary w Toszku – rzymskokatolicki kościół filialny należący do parafii św. Katarzyny Aleksandryjskiej w Toszku (dekanat Toszek diecezji gliwickiej). Jeden z rejestrowanych zabytków miasta. Pełni funkcję kaplicy cmentarnej.
Jest to świątynia wzniesiona w stylu późnobarokowym. Ufundował ją hrabia Franciszek Karol Kotuliński. Kościół został zbudowany między 1720 a 1750 rokiem. Budowla została spalona w 1833 roku, następnie została odbudowana w 1849 roku. Kościół nakryty jest sklepieniem, składa się z prostokątnej nawy i trójlistnej części wschodniej
Świątynia została gruntownie odrestaurowana w 2005 roku, dzięki staraniom, księdza proboszcza Mariana Piotrowskiego, który jest pochowany na cmentarzu obok innych zasłużonych proboszczów parafii w Toszku. W 2000 roku pod murem świątyni został ustawiony nagrobek poświęcony ofiarom obozu NKWD w Toszku. Ufundowany został przez rodziny ofiar i Umieszczonych jest na nim 12 nazwisk więźniów pochowanych na tym cmentarzu po likwidacji obozu, który znajdował na terenie Szpitala. Dwujęzyczny napis brzmi: "W listopadzie 1945 r. z obozu NKWD w Toszku zwolnieni – nareszcie wolni! Niestety chorzy i wyczerpani, aby drogę do domu podjąć. Dziękujemy siostrom zakonnym oraz mieszkańcom Toszka za ofiarną opiekę, zaś proboszczowi Labus za chrześcijański pochówek".